# Nurmijärvi

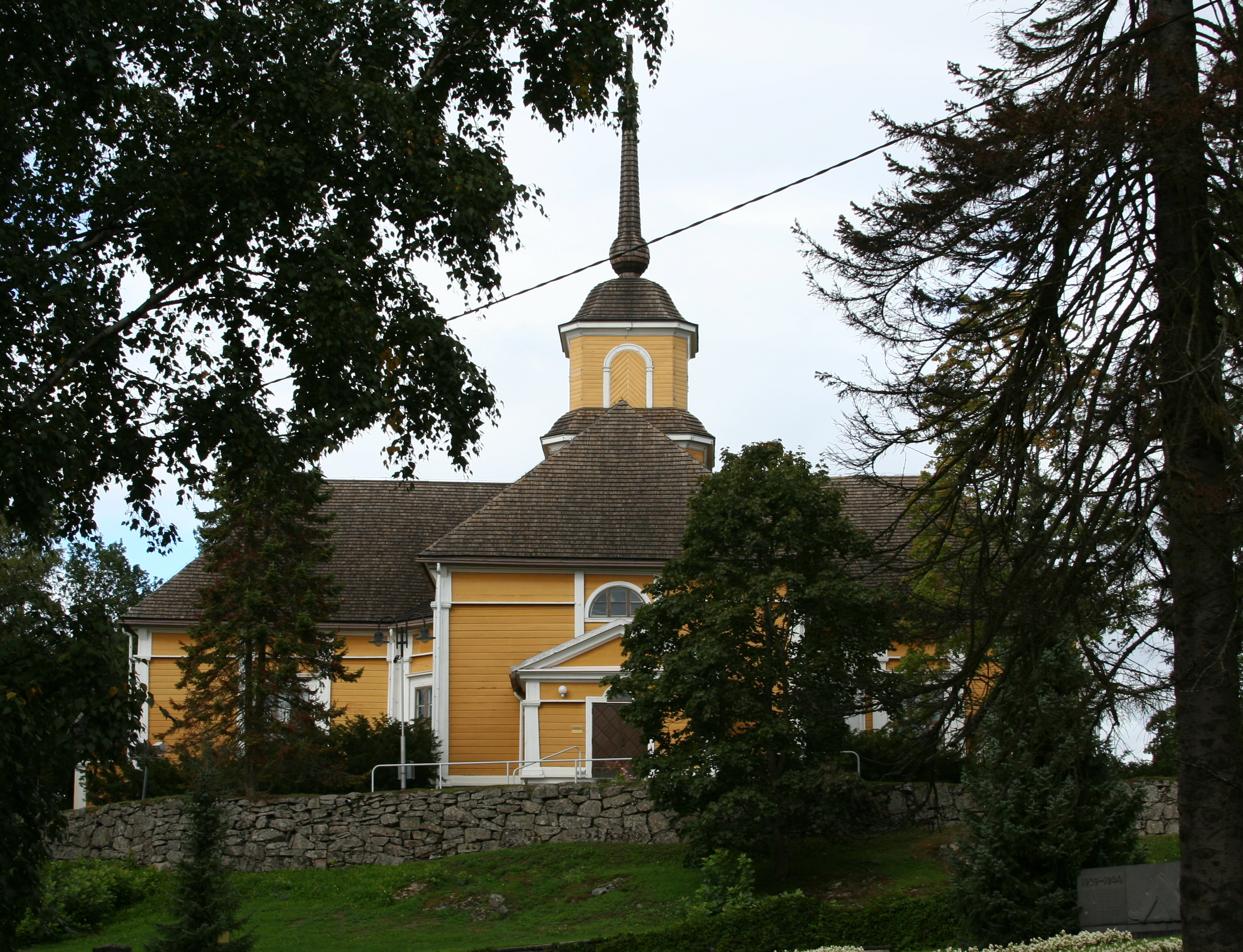
Kostel v Nurmijärvi

Nurmijärvi [ˈnurmiˌjærʋi]IPA) je obec v provincii Uusimaa na pobřeží Finského zálivu, asi 37 km severně od Helsinek. V obci žije přes 42 000 obyvatel při hustotě 118,03 obyvatel/km². 1,2 % obyvatel jsou švédsky mluvící. Obec sousedí na západě s obcí Vihti, na severu s Hyvinkää, na východě se Tuusula a na jihu se Vantaa a Espoo. Nurmijärvi je největší obec ve Finsku, která sama o sobě nepoužívá název „město“. Ačkoli obec je definována jako venkovská obec, její nejjižnější vesnice, Klaukkala se 17 000 obyvateli, má mnoho městských prvků.
Nurmijärvi je nejznámější jako rodiště finského národního autora Aleksis Kivi.

## Vesnice ve Nurmijärvi
Herunen • Klaukkala • Lepsämä • Nukari • Nurmijärvi • Palojoki • Perttula • Rajamäki • Röykkä

## Partnerská města
- Rapla, Estonsko